# Halagani, Bijapur
Halagani là một làng thuộc tehsil Bijapur, huyện Bijapur, bang Karnataka, Ấn Độ.